# バート・ランカスター
バート・ランカスター（Burt Lancaster, 1913年11月2日 - 1994年10月20日）は米国の映画俳優、映画プロデューサー。ニューヨーク生まれで、本名はバートン・ステファン・ランカスター（Burton Stephen Lancaster）。

## 略歴
五人兄弟の四男として生まれる。父は郵便局員だったが週給はわずか48ドルという貧しい家庭に育ち、自身も働き、雪かきや靴磨き、新聞の売り子をして家計を助けていた。
初期には各種映画情報誌や映画パンフレット等のプロフィールでアイルランド系と記されていたが没後はイタリア系との説もあり彼のルーツは謎のままである。
子供の頃から読書が好きで、映画はルドルフ・ヴァレンティノとダグラス・フェアバンクスのファンで、特にフェアバンクスの冒険活劇には熱中し、1920年にフェアバンクスの『奇傑ゾロ』が近くの劇場にかかった時は真っ先に切符売場に並んで食い入るように見たという。
デイヴィッド・クリントン・ハイスクール時代は体育部に属しバスケットボールの選手として活躍、その奨学金を得てニューヨーク大学に進学した。当初は体育教師を志して勉強に励んでいたが、退屈な授業に嫌気がさして2年で中退、幼馴染でボクサーのニック・クラヴァットとラング・クラヴァートというアクロバットチームを組み1932年サーカスに入団し３年後一座の花形である空中ぶらんこプレイヤーに昇格、空中アクロバットの花形として活躍した。
1939年、セントルイスで興行中にランカスターが指を負傷したためチームは解散。その後はモデル、消防士、ウェイター などの職を転々としながら暮らしていたが、第二次大戦勃発に伴い1942年にアメリカ陸軍に入隊し、地上軍支援のために編成された部隊の一つである第21 Special Services Divisionにおいて、軍の慰問団の一員として慰問ショーの演出や出演をこなした。マーク・クラーク大将指揮下の在イタリア第5軍において1943年から45年まで服務している。
除隊後はニューヨークに戻り、たまたまある舞台のプロデューサーと出会ったことがきっかけで、1945年に『A Sound of Hunting』でブロードウェイで舞台デビューを果たす。舞台は3週間で打ち切りという失敗だったが、彼の元には7本の映画から出演依頼があった。
そして製作者のハル・B・ウォリスと知り合い、パラマウント映画と契約。1946年、ユニバーサル・ピクチャーズの独立プロデューサーのマーク・ヘリンジャーに貸し出しされ、『殺人者』で映画俳優としてデビュー。主演ではなかったがビリングはエヴァ・ガードナーと同格でトップの扱い（事実上の主演はエドモンド・オブライエン）、ストーリーに重要な役柄のため鮮烈な印象を残し、たちまちスター俳優の仲間入りとなる。
その後はフィルム・ノワールを中心に活躍。しかし、次第にハリウッドの映画製作に疑問を感じるようになっていた頃、1947年に初舞台の際共演した友人のサム・レヴィーンの紹介でハリウッドの映画製作者ハロルド・ヘクトと知り合う。この出会いがきっかけで1948年にハロルド・ヘクトと組んで独立プロ・ヘクト＝ランカスター・プロを設立。同時に１ヵ月限定でサーカス団と契約した際には週給は11,000＄に跳ね上がっていた。ワーナー映画と契約して、フェアバンクスの冒険活劇を彷彿させるような『怪傑ダルド』『真紅の盗賊』などの娯楽話題作やアクション映画でヒットを飛ばし、アクションスターとして人気を博し、ワーナーと契約切れの後はユナイテッド・アーティスツと契約を結び更に組織を巨大化させて行く。
1953年にはベストセラー小説の映画化『地上より永遠に』に出演。この作品でアカデミー主演男優賞に初ノミネートされただけでなく、浜辺でのデボラ・カーとの情熱的なラブ・シーンは映画史に残る名場面となった。またゲイリー・クーパーを招いたアクション西部劇『ベラクルス』（1954年）ではニヒルな悪役を演じて主演のクーパーを喰ってしまうほどの存在感を示す。
その後、ジェームズ・ヒルが製作チームに加わり、アクション映画だけでなく、1955年にはテレビ・ドラマの映画化で低予算で製作した『マーティ』がアカデミー作品賞、監督賞、脚本賞、主演男優賞を受賞し大ヒットとなった。この収益で1956年には大予算の娯楽作『空中ぶらんこ』を製作した。更に翌年は同じトニー・カーティスを相棒役に迎えニューヨークのコラムニストの実態を描いた『成功の甘き香り』（1957年）を製作・主演、このように娯楽性と芸術性を併せ持った映画の製作も批評家から賞賛を浴び大きな成功を収め、1950年代にハリウッドで流行った俳優兼製作者の先駆けかつ中心的な人物となった。
俳優兼製作者として同時期に活躍したカーク・ダグラスは、親友であると同時に好敵手であり、史実に基づいて制作された1957年の『OK牧場の決闘』では、実在したワイアット・アープとドク・ホリデイ役で共演した。
以後、活動の絶頂期に入り、俳優としても役柄を広げ、1960年には偽伝道師を演じた『エルマー・ガントリー/魅せられた男』で初のアカデミー主演男優賞を受賞する（ランカスター・ブルックス・プロ名義）。
1962年、ヘクト・ヒル・ランカスター・プロは財政的な理由から倒産するが、ランカスター自身はこれとは別にノーラン・プロを主催しており、実質的プロデュースには『大列車作戦』、『インディアン狩り』、『大反撃』等がある。
翌1961年の『明日なき十代』で初めて組んだ監督のジョン・フランケンハイマーと意気投合し、実在した終身刑に処された鳥類学者を演じてオスカーにノミネートされた『終身犯』（1961年）、ダグラスと再び共演した政治サスペンス『五月の七日間』（1963年）、ナチスから名画の奪還を試みるレジスタンスの活躍を描いた『パリ開放』、20周年記念大作でもある『大列車作戦』（1964年）、スカイダイバーたちの恋と友情を描いた『さすらいの大空』（1969年）の5本の映画で一緒に仕事をした。
また60年代中頃から70年代全般にかけてはヨーロッパ映画で重用され、芸術的、美術的な名作に多数主演。ルキノ・ヴィスコンティはたっての願いで1963年の『山猫』や1974年の『家族の肖像』に、ルイ・マルは『アトランティック・シティ』（1980年）、ベルナルド・ベルトルッチは『1900年』（1976年）にランカスターを招き、ランカスターも期待に応え重厚な演技を披露した。1968年の『泳ぐひと』では友人のプールを泳ぎながら自宅を目指す男を演じ、映画はアメリカン・ニューシネマの一本として支持を得た。
1970年のオールスター・キャストのパニック映画『大空港』では旅客機墜落の危機に直面した空港総支配人を演じて往年のタフガイぶりを披露。映画もその年最大のヒットを記録した。
また反戦主義者であったことから政治活動にも積極的に参加、『ワイルド・アパッチ』（1972年）、『ダラスの熱い日』（1973年）、『合衆国最後の日』（1977年）などインディアン問題、人種差別、政治の腐敗などのメッセージ性の高い作品を製作または自ら出演した。
『家族の肖像』以降は、映画界の重鎮的な老優として存在感を発揮。大作の主演のみではなく、TVムービーやB級映画、ミニシアター的な低予算映画においての特別出演待遇の助演を積極的にこなし、娯楽作品での悪役（主に上級管理職や将校）など幅広く出演。特に『カサンドラ・クロス』（1976年）、『ドクター・モローの島』（1977年）への出演が知られる。
1980年に心臓発作を起こし病気がちになってからは出演作は急激に減ってしまったが、それでも精力的に俳優活動を続け晩年まで息の長いキャリアを築いた。
1981年に入るとテレビ出演が多くなる。『Cattle Annie and Little Britches』では撮影中に心臓発作に襲われたが、奇跡的に回復して映画は無事完成した。回復後も精力的に俳優活動を続け、1983年の『ローカル・ヒーロー/夢に生きた男』、1989年の『フィールド・オブ・ドリームス』では物語の鍵を握るミステリアスな老人役に扮した。
パパラッチタブロイドのプライバシーの侵害や過剰報道を非常に嫌い、家族を守るためにしばしば鉄拳制裁を加える等の過激な面を持っていたが、子供の頃世話になったニューヨーク市にある青少年育成センターには毎年欠かさず多額の寄付を続けた逸話や、同センター出身者である後輩トニー・カーティスを自社独立プロに招き2年連続共演を果たすと言う人情家な面もあり、友人の一人であるロック・ハドソンがエイズによる合併症で他界した1985年末には同性愛者に対し『行動する前に考えよう』というキャッチコピーのポスターを作成して警鐘を鳴らした。
1991年にシドニー・ポワチエと共演したテレビ映画『裁かれた壁〜アメリカ・平等への闘い』が遺作となり、1994年に心臓麻痺が原因でこの世を去った。80歳没。
三度の結婚歴があり、戦線で知り合った二度目の妻ノーマ・マリー・アンダーソンとの間にアンダーソンの連れ子を含め5人の子供の子宝に恵まれる。次男のウィリアムは脚本家として大ヒット作『がんばれ!ベアーズ』（1976年）を手掛け、次女のジョアンナは製作者としてベット・ミドラー主演の『殺したい女』（1987年）などを手掛けている。

## 主な出演作品
| 公開年 | 邦題 原題                                                                         | 役名                                 | 備考                                                                                               |
| ------ | --------------------------------------------------------------------------------- | ------------------------------------ | -------------------------------------------------------------------------------------------------- |
| 1946   | 殺人者 The Killers                                                                | スウェード                           | |
| 1947   | 真昼の暴動 Brute Force                                                            | ジョー・コリンズ                     | |
| 1947   | 砂漠の怒り Desert Fury                                                            | トム・ハンソン                       | ランカスターにとって初のテクニカラー                                                               |
| 1948   | 暗黒街の復讐 All My Sons                                                          | クリス・ケラー                       | |
| 1948   | 私は殺される Sorry, Wrong Number                                                  | ヘンリー・スティーヴンソン           | |
| 1948   | 暴れ者 Kiss the Blood Off My Hands                                                | ビル・サンダース                     | 初プロデュース作                                                                                   |
| 1949   | 裏切りの街角 Criss Cross                                                          | スティーヴ・トンプソン               | |
| 1949   | 欲望の砂漠 Rope of Sand                                                           | マイク・デヴィス                     | |
| 1950   | 怪傑ダルド The Flame and the Arrow                                                | ダルド                               | 共同製作（ハロルド・ヘクト）兼任                                                                   |
| 1951   | 復讐の谷 Vengeance Valley                                                         | オーウェン・デイブライト             | |
| 1951   | アメリカ野郎 Jim Thorpe -- All-American                                           | ジム・ソープ                         | |
| 1951   | タルファ駐屯兵 Ten Tall Men                                                       | マイク・キンケイド                   | 共同製作（ハロルド・ヘクト）兼任                                                                   |
| 1952   | 真紅の盗賊 The Crimson Pirate                                                     | バロ                                 | 共同製作（ハロルド・ヘクト）兼任                                                                   |
| 1952   | 愛しのシバよ帰れ Come Back, Little Sheba                                          | ドクター・デレイニー                 | |
| 1953   | 南海ピンク作戦 South Sea Woman                                                    | ジェームズ                           | |
| 1953   | 地上より永遠に From Here to Eternity                                              | ミルトン・ウォーデン曹長             | |
| 1953   | 白人酋長 His Majesty O'Keefe                                                      | デヴィッド・ディアン・オキーフ       | 共同製作（ハロルド・ヘクト）兼任                                                                   |
| 1954   | アパッチ・最後の戦い Apache                                                       | マサイ                               | 共同製作（ハロルド・ヘクト）兼任                                                                   |
| 1954   | ベラクルス Vera Cruz                                                              | ジョー・エリン                       | 共同製作（ハロルド・ヘクト）兼任                                                                   |
| 1955   | ケンタッキー人 The Kentuckian                                                     | エリ・ウェークフィールド             | 主演を兼ねた初監督作 ヘクト・ランカスター・プロ                                                    |
| 1955   | バラの刺青 The Rose Tattoo                                                        | アルヴァロ                           | |
| 1956   | 空中ぶらんこ Trapeze                                                              | マイク                               | ベルリン国際映画祭 男優賞 受賞 共同製作（ハロルド・ヘクト）兼任                                    |
| 1956   | 雨を降らす男 The Rainmaker                                                        | ビル・スターバック                   | |
| 1957   | OK牧場の決斗 Gunfight at the O.K.Corral                                           | ワイアット・アープ                   | |
| 1957   | 成功の甘き香り Sweet Smell of Success                                             | JJ・ハッセンカー                     | 共同製作（ハロルド・ヘクト）兼任                                                                   |
| 1958   | 深く静かに潜航せよ Run Silent, Run Deep                                           | ジム・ブラッドソー                   | 共同製作（ハロルド・ヘクト）兼任                                                                   |
| 1958   | 旅路 Separate Tables                                                              | ジョン・マルコム                     | 共同製作（ハロルド・ヘクト）兼任                                                                   |
| 1959   | 悪魔の弟子 The Devil's Disciple                                                   | アンソニー・アンダーソン             | カーク・ダグラス主催ブライナ・プロと共同製作                                                       |
| 1960   | 許されざる者 The Unforgiven                                                       | ベン・ザカリー                       | 共同製作（ハロルド・ヘクト）兼任                                                                   |
| 1960   | エルマー・ガントリー/魅せられた男 Elmer Gantry                                    | エルマー・ガントリー                 | アカデミー主演男優賞 受賞 ゴールデングローブ賞 主演男優賞 (ドラマ部門) 受賞                        |
| 1961   | 明日なき十代 The Young Savages                                                    | ハンク・ベル                         | 共同製作（ハロルド・ヘクト）兼任                                                                   |
| 1961   | ニュールンベルグ裁判 Judgment at Nuremberg                                        | エルンスト・ヤニング                 | |
| 1962   | 終身犯 Birdman of Alcatraz                                                        | ロバート・ストラウド                 | ヴェネチア国際映画祭 男優賞 受賞 英国アカデミー賞 主演男優賞 受賞 ヘクト＆ランカスター・プロ最終作 |
| 1963   | 愛の奇跡 A Child Is Waiting                                                       | マシュー・クラーク                   | |
| 1963   | 山猫 Il Gattopardo                                                                | ドン・ファブリツィオ（サリーナ公爵） | |
| 1963   | 秘密殺人計画書 The List of Adrian Messenger                                       |                                      | |
| 1963   | 五月の七日間 Seven Days in May                                                    | スコット将軍                         | |
| 1964   | 大列車作戦 The Train                                                              | ラビッシュ                           | |
| 1965   | ビッグトレイル The Hallelujah Trail                                               | ゲアハート大佐                       | |
| 1966   | プロフェッショナル The Professionals                                              | ビル・ドルワース                     | |
| 1967   | インディアン狩り The Scalphunters                                                 | ジョー・バス                         | |
| 1968   | 泳ぐひと The Swimmer                                                              | ネッド・メリル                       | |
| 1969   | 大反撃 Castle Keep                                                                | アブラハム・ファルコナー             | |
| 1969   | さすらいの大空 The Gypsy Moths                                                    | マイク                               | |
| 1970   | 大空港 Airport                                                                    | メル・ベイカースフェルド空港長       | |
| 1970   | 追跡者 Lawman                                                                     | ジャレッド・マドックス               | |
| 1970   | 追撃のバラード Valdez Is Coming                                                   | ヴァルデス                           | |
| 1972   | ワイルド・アパッチ Ulzana's Raid                                                  | マッキントッシュ                     | |
| 1973   | スコルピオ Scorpio                                                                | クロス                               | |
| 1973   | ダラスの熱い日 Executive Action                                                   | ジェームズ・ファーリントン           | |
| 1974   | 真夜中の男 The Midnight Man                                                       | ジム・スレイド                       | ローランド・キビーと共同製作監督・脚本も担当                                                       |
| 1976   | 家族の肖像 Gruppio Di Famiglia in un Interno                                      | 教授                                 | |
| 1976   | ビッグ・アメリカン Buffalo Bill and the Indians, or Sitting Bull's History Lesson | ネッド                               | |
| 1976   | 1900年 Novecento                                                                  | アルフレード・ベルリンギエリ         | |
| 1976   | エンテベの勝利 Victory at Entebbe                                                 | シモン・ペレス                       | テレビ映画                                                                                         |
| 1976   | カサンドラ・クロス The Cassndra Crossing                                          | マッケンジー                         | |
| 1977   | 合衆国最後の日 Twilight's Last Gleaming                                           | ローレンス・デル                     | |
| 1977   | ドクター・モローの島 The Island of Dr. Moreau                                     | Dr. ポール・モロー                   | |
| 1978   | 戦場 Go Tell the Spartans                                                         |                                      | |
| 1979   | ズールー戦争/野望の大陸 Zulu Dawn                                                 | ダーンフォード大佐                   | |
| 1980   | アトランティック・シティ Atlantic City, U.S.A                                     | ルー                                 | 英国アカデミー賞 主演男優賞 受賞                                                                   |
| 1980   | 狂える戦場 La pelle                                                               | マーク・クラーク                     | |
| 1982   | マルコ・ポーロ/シルクロードの冒険 Marco Polo                                      | テオバルド・ヴィスコンティ           | テレビ・ミニシリーズ                                                                               |
| 1983   | ローカル・ヒーロー/夢に生きた男 Local Hero                                        | フェリックス・ハーパー               | |
| 1983   | バイオレント・サタデー The Osterman Weekend                                       | マックスウェル・ダンフォース         | |
| 1984   | トレジャーinメキシコ Litttle Treasure                                             | デルバート                           | |
| 1986   | 鷲の翼に乗って On Wings of Eagles                                                 | ブル・シモンズ                       | テレビ・ミニシリーズ                                                                               |
| 1986   | バーナム/観客を発明した男 Barnum                                                  | P・T・バーナム                       | テレビ映画                                                                                         |
| 1986   | タフガイ Tough Guys                                                               | ハリー・ドイル                       | |
| 1986   | 愛と野望のドイツ家 Väter und Söhne - Eine deutsche Tragödie                       |                                      | テレビ・ミニシリーズ                                                                               |
| 1987   | 戦慄の黙示録 Il giorno prima                                                      | ハーバート・モンロー                 | |
| 1988   | ジブラルタル号の出帆 Rocket Gibraltar                                             | レヴィ・ロックウェル                 | |
| 1989   | フィールド・オブ・ドリームス Field of Dreams                                      | アーチボルド・グレアム               | 劇場公開映画としての遺作                                                                           |
| 1990   | ファントム・オブ・オペラ The Phantom of the Opera                                 | ゲラルド・カリエール                 | テレビ映画                                                                                         |
| 1990   | 恐怖の航海/アキレ・ラウロ号事件 Voyager of terror:The Achille Lauro Affair        | レオン                               | テレビ映画                                                                                         |
| 1991   | 裁かれた壁〜アメリカ・平等への闘い〜 Separate but Equal                           | ジョン・W・デヴィス                  | テレビ映画                                                                                         |

## 受賞歴

### アカデミー賞
受賞
1960年 アカデミー主演男優賞：『エルマー・ガントリー/魅せられた男』
ノミネート
1953年 アカデミー主演男優賞：『地上より永遠に』
1962年 アカデミー主演男優賞：『終身犯』
1981年 アカデミー主演男優賞：『アトランティック・シティ』

### ゴールデングローブ賞
受賞
1960年 主演男優賞（ドラマ部門）：『エルマー・ガントリー/魅せられた男』
ノミネート
1956年 主演男優賞（ドラマ部門）：『雨を降らす男』
1962年 主演男優賞（ドラマ部門）：『終身犯』
1981年 主演男優賞（ドラマ部門）：『アトランティック・シティ』
1990年 男優賞（ミニシリーズ・テレビ映画部門）：『ファントム・オブ・オペラ』

### ニューヨーク映画批評家協会賞
受賞
1953年 主演男優賞：『地上より永遠に』
1960年 主演男優賞：『エルマー・ガントリー/魅せられた男』
1981年 主演男優賞：『アトランティック・シティ』

## 日本語吹き替え
久松保夫
1967年頃のNETテレビ（現：テレビ朝日）の『日曜洋画劇場』で起用されて以降、久松がランカスターの吹替を担当するようになり、フィックスとして認識されているほか、久松の所属事務所のプロフィールページには『持ち役』としてランカスターの名前が記載されている。NETテレビでは、1973年の『大列車作戦』を最後に起用されなくなったが、逆に他局は久松を起用することが増えた。
その他に宍戸錠、青木義朗、瑳川哲朗、鈴木瑞穂が複数回担当している。

## 参照
1. ↑  Andreychuk 2005, p. 6.
2. ↑  最初のスタジオは却下、一度も首位を取らず。名作「フィールド・オブ・ドリームス」の意外な裏話
3. ↑  “木曜洋画劇場２０００回記念スペシャル　：　テレビ東京”. www.tv-tokyo.co.jp. 2023年2月18日閲覧。
4. ↑  “久松　保夫 | 株式会社青二プロダクション”. www.aoni.co.jp. 2023年2月18日閲覧。